# Großenhain
Großenhain (hist. Hayn; pol. hist. Osiek Wielki; górnołuż. Wulki Hojn) – miasto w południowo-wschodniej części Niemiec, w kraju związkowym Saksonia, w okręgu administracyjnym Drezno, w powiecie Miśnia. Leży w dolinie rzeki Große Röder, ok. 30 km na północny zachód od Drezna, 17 km od miasta Riesa przy dawnym szlaku Via Regia, drogi św. Jakuba z Görlitz do Santiago de Compostela.
W skład miasta wchodzą następujące dzielnice: Großraschütz, Kleinraschütz, Mülbitz, Naundorf i Zschieschen.
W mieście rozwinął się przemysł maszynowy oraz włókienniczy.

## Historia
Miasto Großenhain powstało na obszarze pierwotnej osady serbołużyckiej, istniejącej już ok. 900 roku. W dokumentach wspomniane po raz pierwszy w roku 1205 pod słowiańską nazwą Ozcek. Przez kilka następnych dziesięcioleci znajdowało się pod opieką Korony Czeskiej, w tym też czasie zostało ufortyfikowane. Po okresie panowania czeskiego znalazło się we władaniu margrabiów miśnieńskich. W 1292 miasto bezskutecznie oblegali Brandenburczycy. Zdobyli je w roku 1312, w 1316 ponownie w składzie Marchii Miśnieńskiej. W okresie średniowiecza było jednym z najlepiej strzeżonych miast Saksonii.

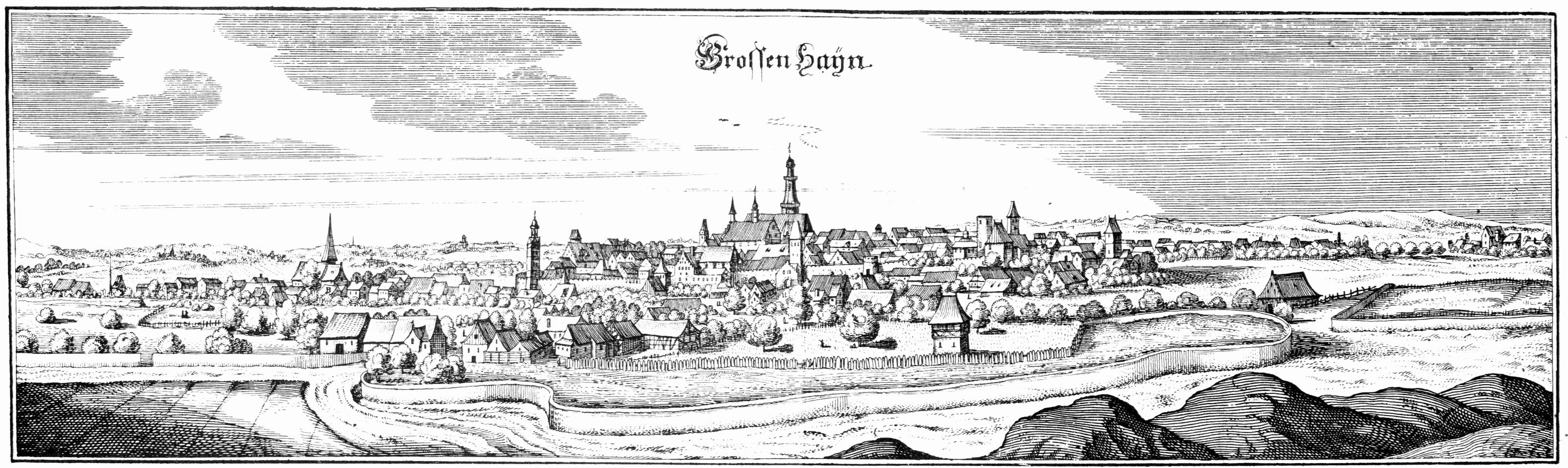
Panorama miasta na ryc. z XVII w.

W 1540 miał miejsce wielki pożar, w latach 1575, 1585, 1611, 1626, 1680 populację dziesiątkowały epidemie. Podczas wojny trzydziestoletniej dwukrotnie oblegane przez Szwedów – w 1637 i 1642. W latach 1697–1706 i 1709–1763 miasto wraz z Elektoratem Saksonii było połączone unią z Polską. Z tego okresu pochodzi pocztowy słup dystansowy z herbami Polski i Saksonii. W czasie III wojny północnej w 1704 miasto zostało zniszczone, a w 1706 stacjonowało w nim wojsko szwedzkie. W 1712 do miasta dotarły pierwsze ziemniaki. W roku 1744 miasto strawił pożar. Podczas wojny siedmioletniej 9 września 1758 wkroczyli Prusacy. 16 maja 1813 w pobliżu miasta miała miejsce bitwa między wojskami rosyjskimi i francuskimi.
Od 1871 w granicach Niemiec. Po zwycięstwie wyborczym i objęciu władzy przez narodowych socjalistów w 1933 zawieszono w obowiązkach burmistrza miasta, na rynku odbyło się palenie książek. W końcowych fazach II wojny światowej, w kwietniu 1945, miasto zdobyli Sowieci. Po wojnie, w latach 1949–1990, miasto leżało w granicach Niemieckiej Republiki Demokratycznej. W 1981 miał miejsce pożar zamku.

## Zabytki
- Kościół Mariacki
- Słup dystansowy poczty polsko-saskiej z 1723 roku, ozdobiony herbami Polski i Saksonii, monogramem króla Polski Augusta II Mocnego i polską koroną królewską
- Ratusz
- Zamek, ob. centrum kultury
- Fontanna Diany na Rynku
- Wieża ciśnień
- Kamień ćwierćmilowy z 1722 w Skassa, ozdobiony monogramem króla Augusta II Mocnego
- Zamek w Zabeltitz
- Pałac w Zabeltitz

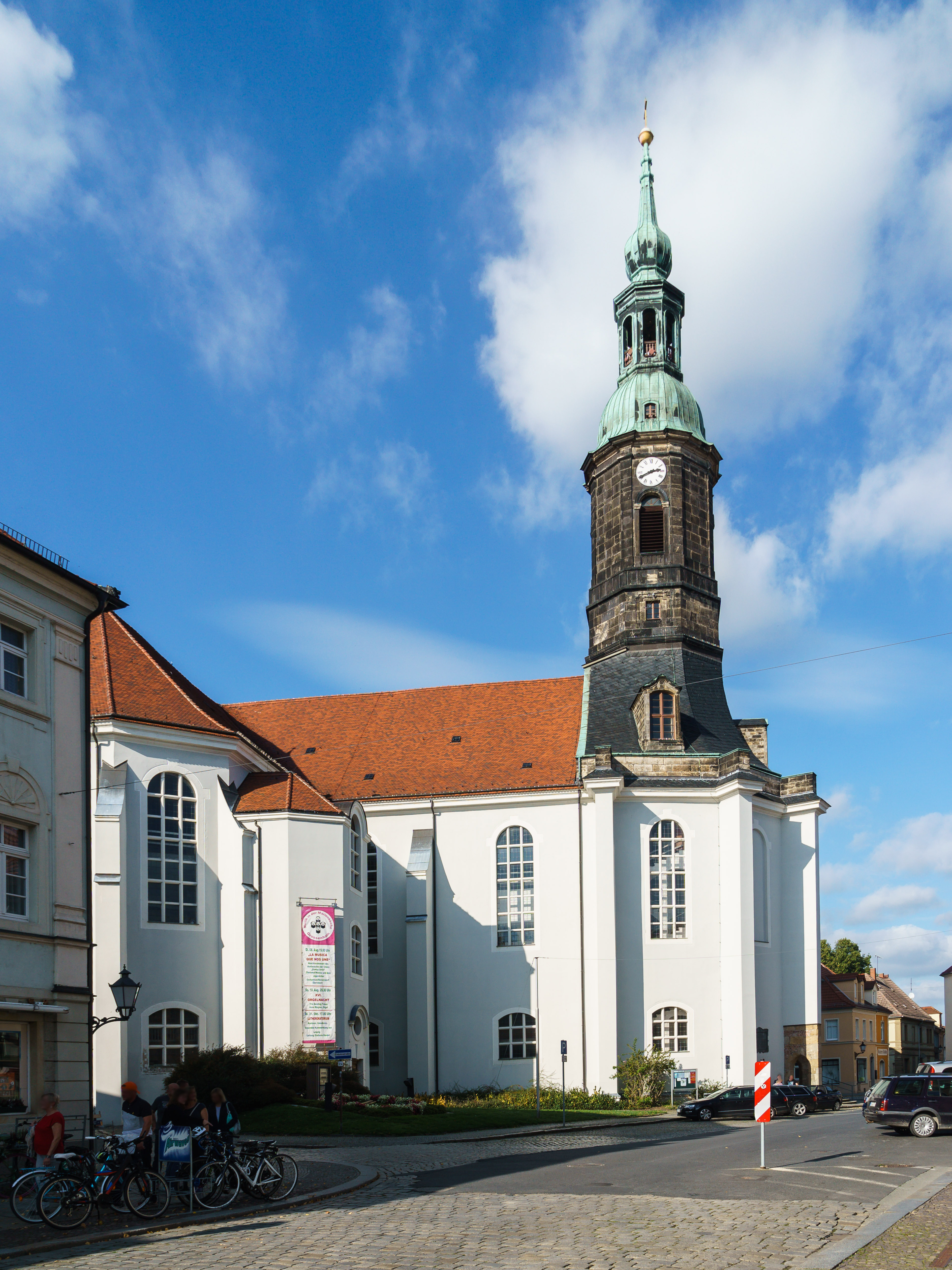
Kościół Mariacki
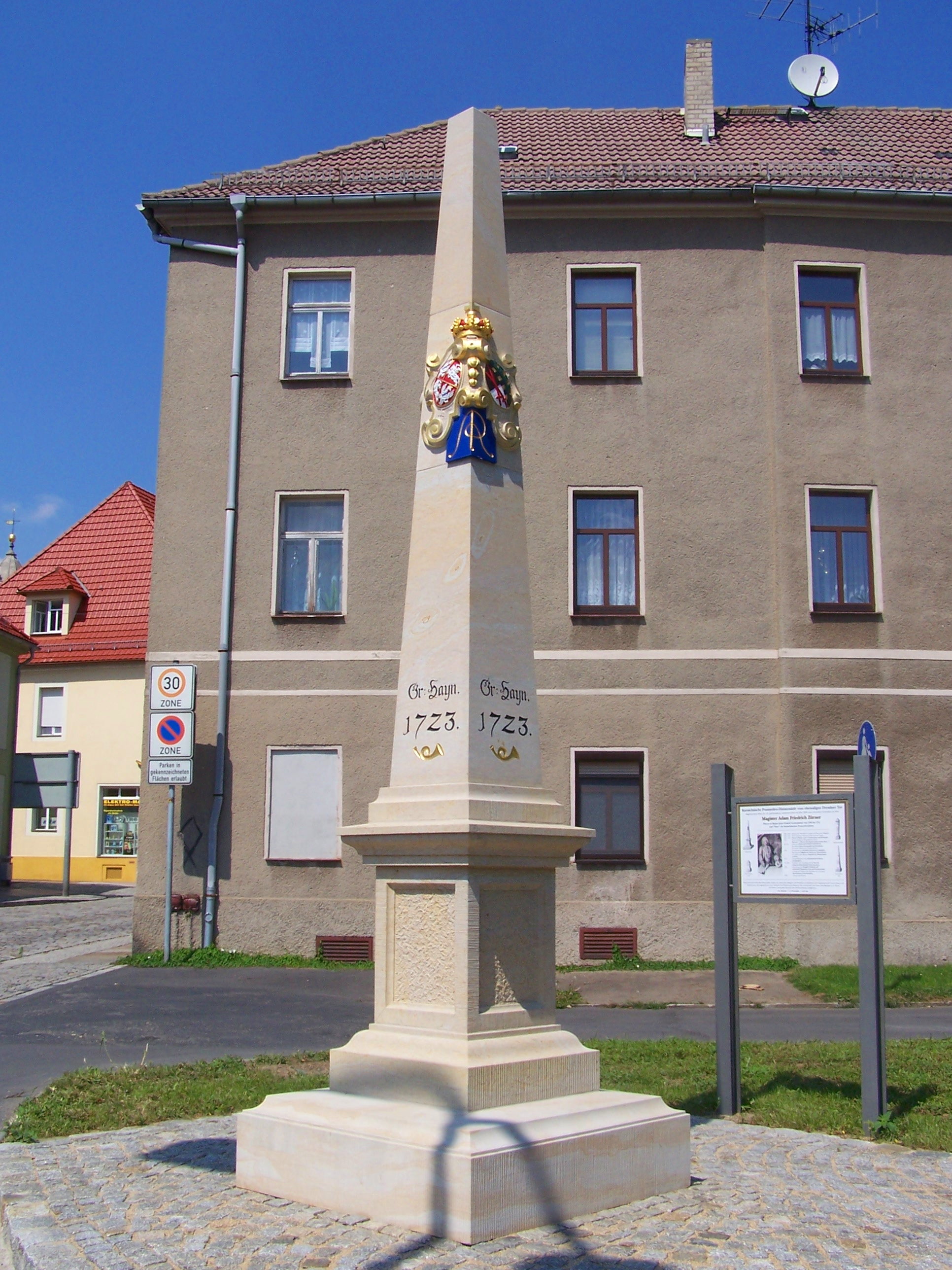
Słup dystansowy poczty polsko-saskiej
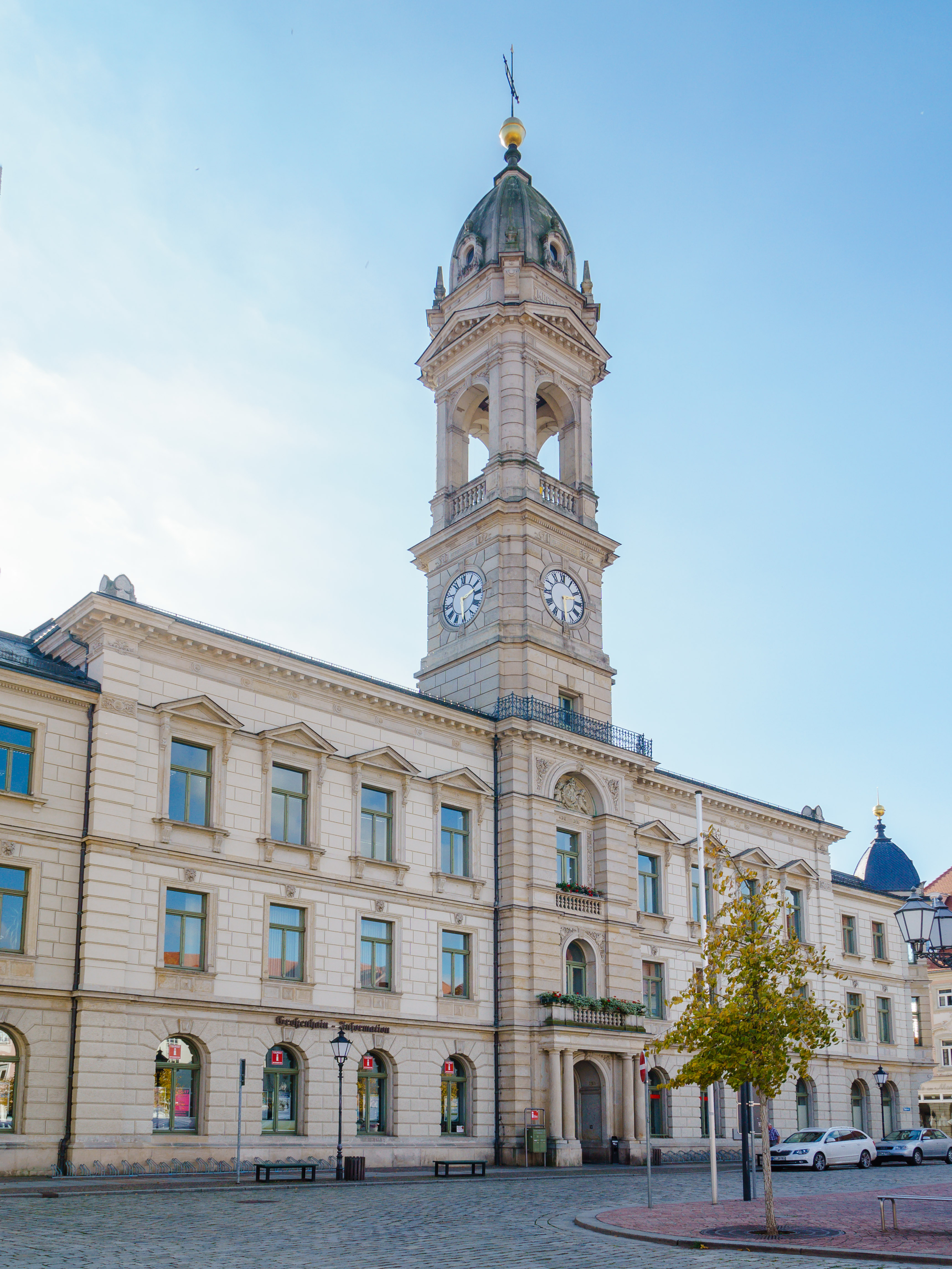
Ratusz
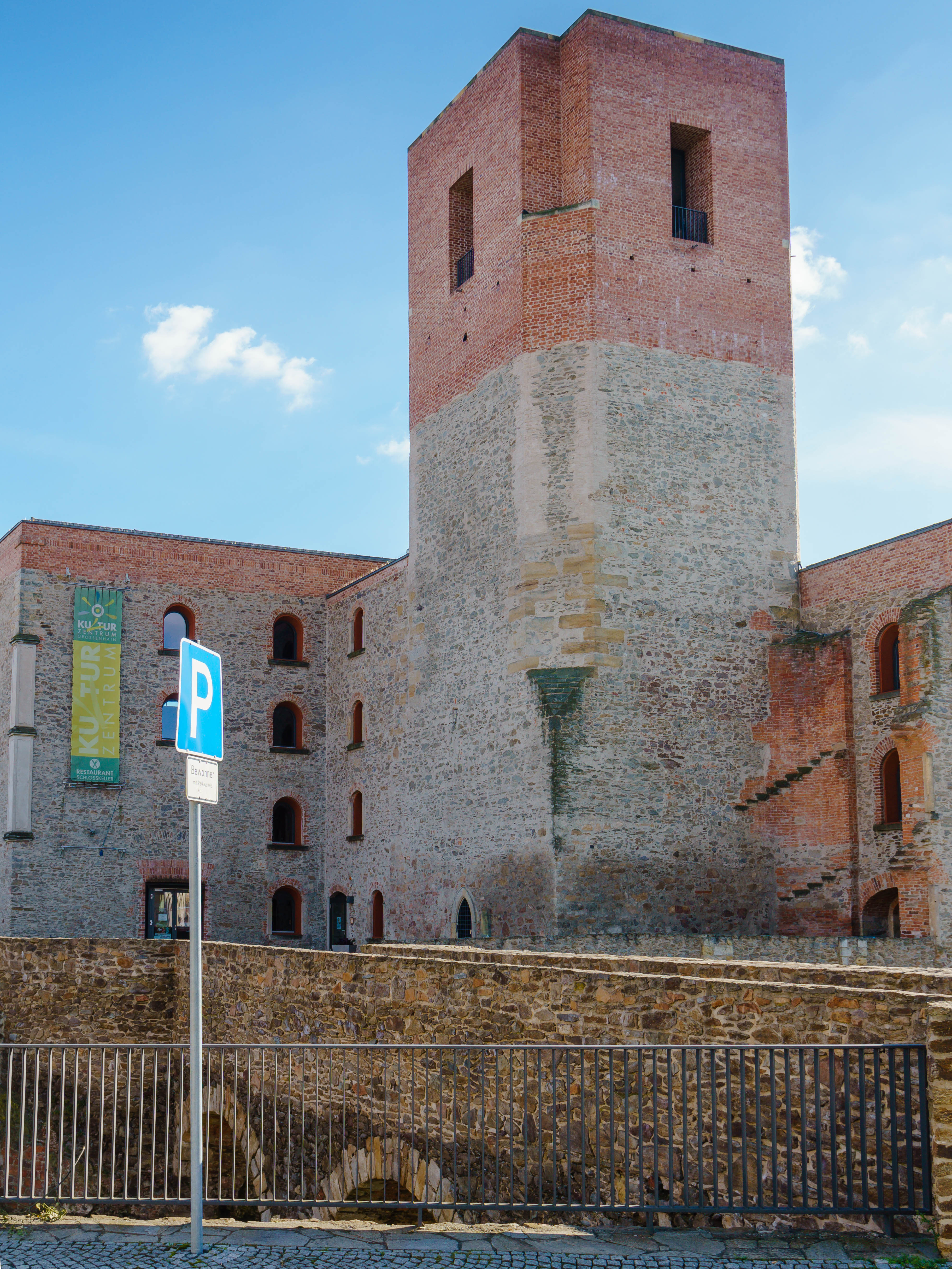
Zamek
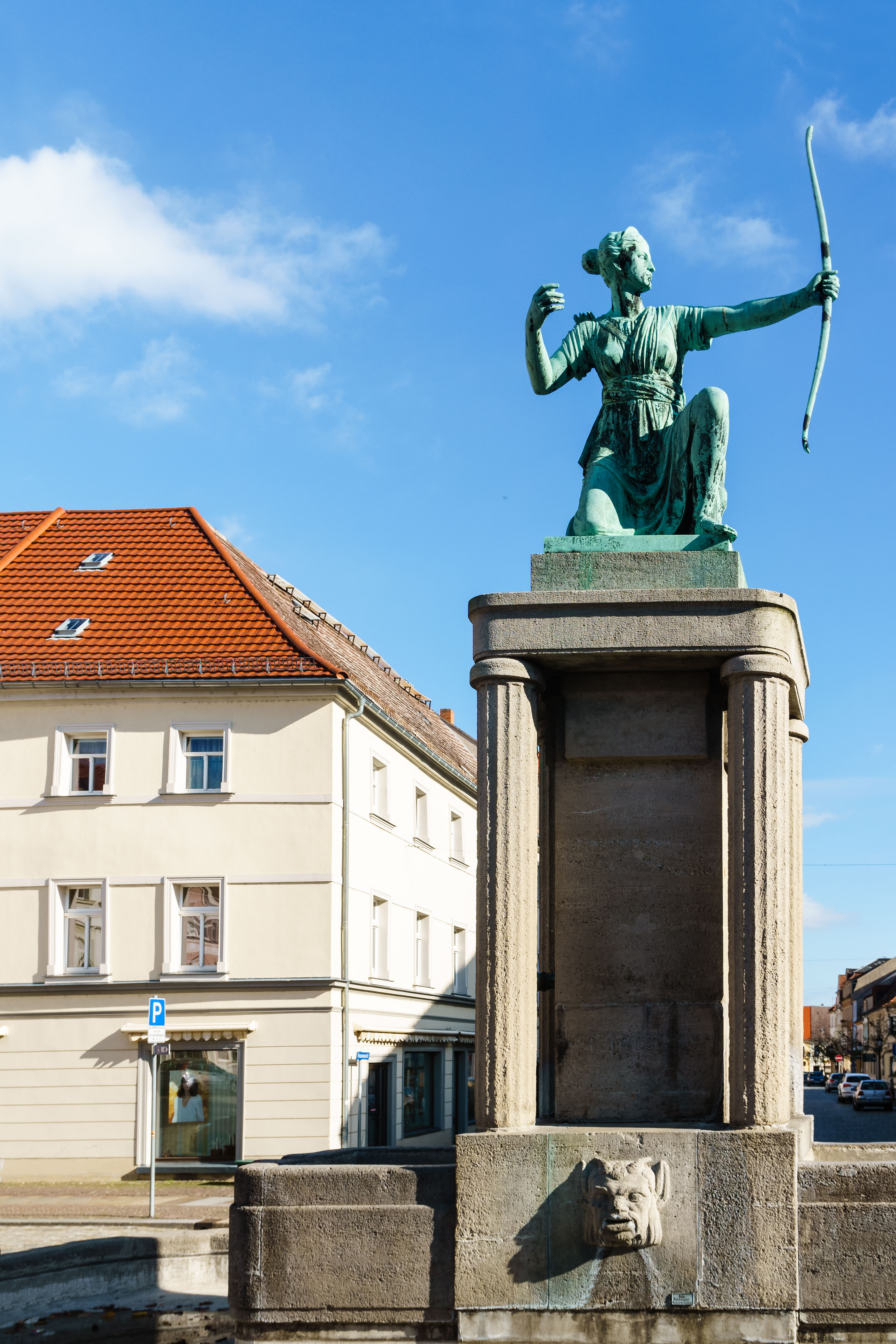
Fontanna Diany
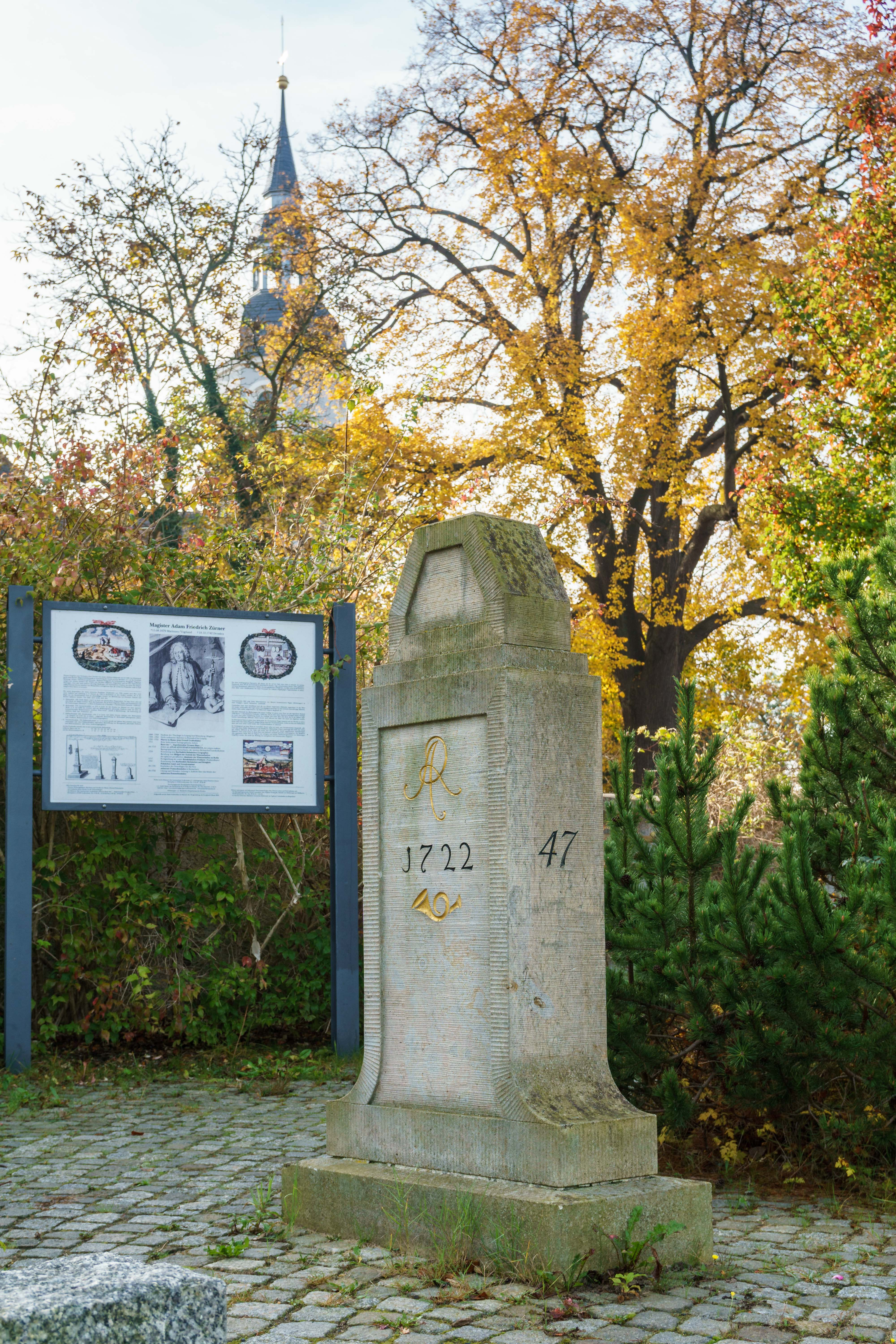
Kamień ćwierćmilowy w Skassa

## Transport

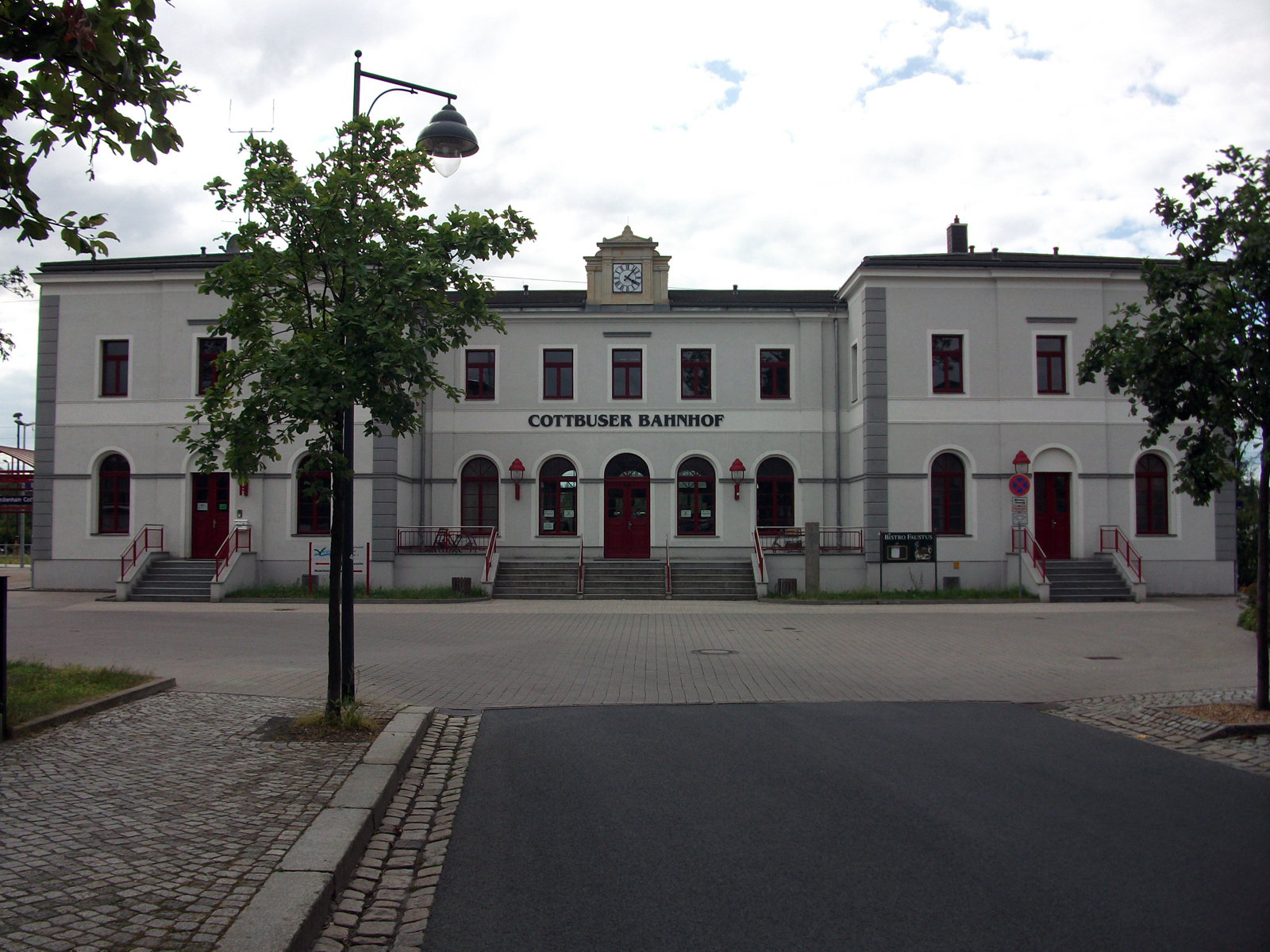
Dworzec Großenhain Cottbuser Bahnhof

W Großenhain znajdują się dwie stacje kolejowe: Großenhain Berliner Bahnhof na linii z Drezna do Berlina otwarta w 2002, oraz Großenhain Cottbuser Bahnhof obsługująca podróżnych na linii z Drezna do Elsterwerda, Chociebuż i Hoyerswerda.
Przez Großenhain przebiegają drogi krajowe B98 oraz B101. Przed I wojną światową w mieście znajdowało się lotnisko wojskowe.

## Współpraca
Miejscowości partnerskie:
- Kecskemét, Węgry
- Öhringen, Badenia-Wirtembergia
- Pfedelbach, Badenia-Wirtembergia (kontakty utrzymuje dzielnica Zabeltitz)